# Gervasio Gatti
Gervasio Gatti, detto Il Sojaro (Cremona, Pavia o Vercelli, c. 1550 – 1630), è stato un pittore italiano.

## Biografia
Figlio di Giovan Pietro, fratello di Bernardino, dal quale prese il soprannome, fece apprendistato con lo zio nella città di Parma e in seguito fu impegnato in larga parte a Cremona e in misura minore a Piacenza. Visse a Cremona nella parrocchia di santa Maria in Betlem, nella cui chiesa, oggi non più esistente, fu sepolto, vittima dell'epidemia di peste scoppiata nella prima metà del seicento.

## Opere
Cremona e provincia
- Martirio di san Sebastiano (chiesa di s. Agata) - firmata e datata 1574
- Natività (chiesa di s. Agostino) - firmata e datata 1578
- Annunciazione (chiesa di s. Maria in Betlem, oggi in Pinacoteca) - firmata e datata 1580
- Visitazione (cattedrale dell'Assunta) - firmata e datata 1583
- Riposo dalla fuga in Egitto (chiesa di s. Sigismondo) - senza firma e data (1590)
- Natività (chiesa di s. Sigismondo) - senza firma e data (1590)
- Martirio di s. Cecilia (chiesa di s. Pietro e s. Giorgio al Po) - firmata e datata 1601
- Battesimo di Paolina (chiesa di s. Marcellino e s. Pietro) - datata 1604
- Sant'Agata (chiesa di s. Agata) - firmata e datata 1608
- Annunciazione (chiesa di s. Vincenzo) - senza firma e data (1608)
- Gesù con i santi (chiesa di s. Agostino) - firma e data illeggibili (1620 tavola 3)

Attribuite
- Martirio di s. Lucia (chiesa di s. Pietro e s. Giorgio al Po)
- Incontro di s. Domenico e s. Antonio (chiesa di santa Maria Maddalena)
- Matrimonio mistico di s. Caterina (museo Berenziano del Seminario Vescovile)

Piacenza e provincia
- San Benedetto e san Mauro con re Totila (chiesa di s. Sisto - Piacenza) - firmata e datata 1590
- Martirio di s. Lorenzo (chiesa di Ottavello) - firma e data illeggibili (1599)
- Martirio di s. Bartolomeo (chiesa di Ottavello) - firmata e datata 1600
- Circoncisione (chiesa di s. Giovanni in Canale - Piacenza) - firmata e non datata

Mantova e provincia
- Martirio di santa Caterina (chiesa di s. Maria Assunta e s. Cristoforo in Castello - Viadana) firmata e non datata

Attribuite
- San Paolo (chiesa di s. Maria Assunta e s. Cristoforo in Castello - Viadana)
- Martirio di s. Cecilia (chiesa di s. Maria Assunta e s. Cristoforo in Castello - Viadana)

Parma e provincia
- Madonna con Bambino e santi (chiesa della Collegiata della Beata Vergine Annunciata - san Secondo Parmense) - firmata con data illeggibile (1616)

Attribuite
- Annunciazione (chiesa della Collegiata della Beata Vergine Annunciata - san Secondo Parmense) - senza firma e data

Pavia e provincia
- Trasfigurazione (chiesa di s, Francesco) - firma illeggibile e senza data